# Ecanus glaber
Ecanus glaber är en skalbaggsart som först beskrevs av Fabricius 1787.  Ecanus glaber ingår i släktet Ecanus, och familjen sumpbaggar. Enligt den finländska rödlistan är arten otillräckligt studerad i Finland. Arten är reproducerande i Sverige. Artens livsmiljö är strandängar vid sötvatten.